# Ягъёль (приток Нюкчима)
Ягъёль (устар. Яг-Ёль) — река в России, течет по территории Койгородского района Республики Коми. Устье реки находится в 26 км от устья Нюкчима по левому берегу. Длина реки составляет 13 км.

## Данные водного реестра
По данным государственного водного реестра России относится к Двинско-Печорскому бассейновому округу, водохозяйственный участок реки — Вычегда от истока до города Сыктывкар, речной подбассейн реки — Вычегда. Речной бассейн реки — Северная Двина.
Код объекта в государственном водном реестре — 03020200112103000019171.